# 한국패션산업연구원
한국패션산업연구원[Korea Research Institute Fashion Industry, KRIFI]은 섬유패션산업을 끌어올려 궁극적으로 한국의 패션을 세계 최고의 상품으로 만들기 위하여 한국패션센터와 한국봉제기술연구소를 통합하여 출범한 연구기관이다. 대구광역시 동구 팔공로 45길 26(봉무동)에 위치하고 있다.

## 설립 근거
- 산업기술혁신촉진법 제42조

## 설립 목적
패션·봉제산업에 대한 산·학·연·관의 유기적인 협력체제 구축, 섬유 및 의류산업의 기술혁신에 필요한 연구개발 및 지원을 함으로써 국가기술 경쟁력에 이바지함을 목적으로 한다.

## 연혁
- 2000년 11월 한국패션센터 건립
- 2001년 2월 대구광역시 패션디자인개발지원센터 사무의 위탁협약
- 2004년 5월 한국봉제기술연구소 설립
- 2009년 6월 스포비즈연구센터 착공
- 2010년 1월 한국봉제기술연구소와 한국패션센터 통합 승인(이사회)
- 2010년 4월 한국패션산업연구원 출범
- 2024년 11월 해산 결정

## 조직

### 운영위원회

#### 기획경영실
- 전략기획팀
- 경영지원팀
- 센터운영팀

#### 패션디자인본부
- 패션정보지원
- 패션디자인개발
- 패션컨텐츠사업팀

#### 기업지원본부
- 시제품개발팀
- 기업지원팀
- 전시팀
- 교육사업TFT

#### 연구개발본부
- 융합연구팀
- 감성의류팀
- 특수의류팀

## 소속기관
- 패션디자인개발지원센터(대구광역시 북구 산격동 1670번지)

## 같이 보기
- 한국섬유개발연구원
- 한국폴리텍섬유패션대학
- 한국염색기술연구소
- 한국섬유산업연합회
- 지식경제부